# ウィリアム3世 (イングランド王)
ウィリアム3世（William III, 1650年11月14日、ユリウス暦では11月4日 - 1702年3月19日、ユリウス暦では3月8日）は、オラニエ公・ナッサウ伯（在位：1650年11月14日 - 1702年3月8日）、オランダ総督（在職：1672年6月28日 - 1702年3月8日）、イングランド国王・スコットランド国王・アイルランド国王（在位：1689年2月13日 - 1702年3月8日）。スコットランド王としてはウィリアム2世。オランダ名ではウィレム3世（Willem III van Oranje-Nassau）。
父はオランダ総督・オラニエ公ウィレム2世、母はイングランド王チャールズ1世の娘メアリー・ヘンリエッタ・ステュアート。イングランド女王・スコットランド女王・アイルランド女王メアリー2世は従妹かつ妻であり、共同統治した。オラニエ＝ナッサウ家の出身であるが、ステュアート朝の王の1人に数えられている。

## 生涯

### 幼少期
1650年11月4日（グレゴリオ暦では14日）、オランダ総督・オラニエ公ウィレム2世とイングランド王チャールズ1世の王女メアリー・ヘンリエッタ・ステュアートの一人息子としてハーグで生まれた。曾祖父に当たるネーデルラント連邦共和国（オランダ共和国）独立の英雄ウィレム1世（沈黙公）に始まるオラニエ＝ナッサウ家は、南フランスのオランジュ（オランダ語でオラニエ、英語でオレンジ）、オランダ、ドイツ中西部のナッサウに領地を持ち、オランダでも最有力の貴族で、ウィレム1世以来共和国の主要州で総督（統領ともいう）を務めていた。
オランダ総督であった父はウィレム3世が生まれる8日前に天然痘で死去した。生まれた時に父が死んでいたため、ウィレム3世は出生と同時に家領のオラニエ、ナッサウを継承、母と祖母アマーリエ・叔母ルイーゼの夫であるブランデンブルク選帝侯フリードリヒ・ヴィルヘルムが後見人となった。
しかし、オラニエ家が総督職を世襲することに反対する、ホラント州法律顧問のヨハン・デ・ウィットを始めとする共和派は、ウィレム3世の総督就任を認めなかった。そして、祖母と共同の後見人だった母が清教徒革命でイングランドを追われた兄のチャールズ（後のチャールズ2世）・弟のジェームズ（後のジェームズ2世）を援助するのに対して、共和派の連邦議会が1654年に第一次英蘭戦争でイングランド共和国とウェストミンスター条約を締結して和睦、互いにステュアート家とオラニエ家の援助を禁止すると取り決めた。そのため、母は政治から遠ざけられ、ウィレム3世は共和政府に引き取られることになり、オランダは共和制の下で無総督時代に入った。
1660年には王政復古の祝福でイングランドへ渡海した母も死去、ウィレム3世は共和政府と妥協した祖母の下でデ・ウィットの教育を受けて成長したが、共和政府は成人後もしばらくはウィレム3世の総督就任を認めなかった。幼くして両親を亡くし、名門貴族の当主として育てられたウィレム3世は寡黙で慎重な性格を身に付けた。

### オランダ総督
オランダとフランスは1662年から同盟を結んでいたが、貿易上の対立とルイ14世のスペイン領ネーデルラント併合の野望から起こったネーデルラント継承戦争で危機感を抱いたデ・ウィットは、イングランドの外交官ウィリアム・テンプルと組んで1668年にイングランド・スウェーデンと三国同盟を締結、戦争を終結させた。しかし、1670年にルイ14世はチャールズ2世とドーヴァーの密約を結び、神聖ローマ帝国の諸侯のほとんどとも同盟・中立関係を築き、1672年にスウェーデンとも仏瑞同盟を結んでオランダ包囲網を築いたため、オランダは孤立した。また、ウィレム3世の支持者による突き上げから、デ・ウィットはウィレム3世を陸軍総司令官に任命したが、総督への就任は認められないままであった。
1672年、フランス軍がオランダに侵攻し、オランダ侵略戦争が開始される。オランダの大半が占領され、アムステルダムも占領の危機に瀕すると、民衆がウィレム3世の総督就任と共和政府の打倒を叫び、ウィレム3世が総督に就任、デ・ウィットとその兄コルネリス・デ・ウィットが暴徒によって殺害され、無総督時代が終焉した。それまでオランダのブルジョワ政治家たちに排斥されて総督の世襲を阻まれていたウィレム3世であったが、就任後の1673年にオーストリアやスペインと同盟を結んで逆にフランスを包囲する形勢を作り、フランス軍への徹底抗戦を貫き、オランダ国内で抵抗を続けた。その後、オランダを出てオーストリアの将軍ライモンド・モンテクッコリとドイツで合流し、フランス軍の補給基地ボンを落とし、同年のうちにフランス軍を撤退させた。これ以降、ウィレム3世はルイ14世の仇敵となる。
戦争はスペイン領ネーデルラントへと移り、ウィレム3世は同盟軍を率いてフランスの将軍コンデ公ルイ2世とリュクサンブール公フランソワ・アンリ・ド・モンモランシーとネーデルラントで戦った。コンデとリュクサンブールとの戦いではしばしば敗北を重ねたり（スネッフの戦い、カッセルの戦い、サン＝ドニの戦い）、ネーデルラントの都市を奪われたりしているが、戦略上他国と結んだオランダが有利であり、1678年に締結されたナイメーヘンの和約でオランダは領土を保全、ウィレム3世は一躍プロテスタントの英雄となった。
フランスと組んで戦ったイングランドは海軍提督ミヒール・デ・ロイテルの活躍でオランダ上陸を阻止、1674年にイングランドと和睦して第三次英蘭戦争を終わらせ、1677年に駐蘭大使となっていたテンプルとチャールズ2世の側近のダンビー伯トマス・オズボーンの周旋で、ロンドンでチャールズ2世の弟ヨーク公ジェームズの娘メアリーと結婚した。ジェームズは母方の叔父であり、妻とは従兄妹の関係になる。メアリーは背が高く大柄で、背の低いウィレム3世とは似合いの夫婦ではなかった。夫婦仲は良くなく、ウィレム3世には別にエリザベス・ヴィリアーズという愛人があり（後にオークニー伯ジョージ・ダグラス＝ハミルトンと結婚）、同性愛的傾向もあったが、メアリーに敬意を払うことだけは忘れなかった。
戦後、ルイ14世が領土拡大を狙い、ナイメーヘンの和約で獲得した領土に付随すると過去の書類に記録された領土を併合する動きに出ると、迎撃に出ようとしたが諸国の出だしが遅れ、アムステルダムの出兵反対にも遭ったため、1681年から1684年にかけてルクセンブルク・ストラスブールなどライン川沿岸の領土をフランスに占領されてしまい、反省からアムステルダムをはじめ国内の宥和に努めた。一方、イングランドが王位継承問題で揺れるとイングランドの一部の政治家がオランダを訪問するようになり、イングランドとの関わりが深まっていった。
1685年にチャールズ2世が亡くなりヨーク公ジェームズが即位すると、チャールズ2世の庶子であるモンマス公ジェームズ・スコットがイングランドで挙兵したが、短期間でジェームズ2世に鎮圧された（モンマスの反乱）。ウィレム3世は王位継承問題で亡命していた従兄のモンマス公をしばしば歓待していたが、反乱に際してはジェームズ2世に援軍を送っている。

### イングランド王即位
1686年、ルイ14世が再び欧州侵略の野望を強めると、ウィレム3世はオーストリアやスペイン、スウェーデンなどとアウクスブルク同盟を結成してフランスに対する対抗姿勢を強め、1688年にルイ14世がドイツのプファルツ侵略を開始すると大同盟戦争が勃発した。同年、イングランド議会の要請を受け、ウィレム3世はフランス軍がオランダへの即時攻撃がないことを確かめると、同盟国から派兵された軍をヴァルデック侯ゲオルク・フリードリヒに率いさせてオランダの守備を任せ、残りのオランダ軍を率いてイングランドに上陸、叔父かつ義父のジェームズ2世をフランスに追放した。イングランドでは1人の死者も出すことなく体制変革に成功したため、名誉革命と呼ばれている。
翌1689年2月にウィレム3世はウィリアム3世として国王に即位し、女王となった妻メアリー2世と共にイングランドの共同統治者となった。当初、イングランド議会の意向はメアリーの単独統治であり、ウィレム3世は女王の夫（王配）としてのみ遇されるはずであった。しかしウィレム3世はそれに反発し、オランダ軍の撤収もほのめかしながら、チャールズ1世の女系の孫である自らも王位に就くことを望み、メアリーも同調したため、イングランドはウィリアム3世とメアリー2世を同格の君主として戴くことになった。ここにおいて、それまで3度の英蘭戦争を戦ってきた両国は同君連合に近い形となった（厳密には、オランダ総督は元首ではあっても君主とはいえない）。
ウィリアム3世の治世中、イングランド軍の司令官にオランダ人が任命されたり、オランダ人やフランス人が恩賞を与えられたりイングランド貴族に叙任されることもあった（ポートランド伯爵ウィリアム・ベンティンク、ションバーグ公爵フレデリック・ションバーグ、アスローン伯爵ゴダード・ドゥ・ギンケル、ゴールウェイ伯爵ヘンリー・デ・マシュー、アルベマール伯爵アーノルド・ヴァン・ケッペル、ヘンドリック・ファン・ナッサウ＝アウウェルケルクなど）。また、即位時に議会が提出した権利章典によって君主の権力が議会に制限されたとはいえ、議会召集と解散、軍事権は未だ国王が所持していて、ウィリアム3世は議会と提携しながら大同盟戦争を遂行することになる。オランダでは腹心のアントン・ヘインシウスがホラント州法律顧問に選ばれ、不在のウィリアム3世に代わってオランダを取り仕切るようになる。
スコットランドにも革命の影響が及び、1689年3月にスコットランド貴族が議会を招集、4月にウィリアム3世とメアリー2世が国王と宣言された。不満分子でジェームズ2世支持者（ジャコバイト）のダンディー子爵ジョン・グラハムがハイランド地方で起こした反乱も7月に鎮圧されたが、1692年にウィリアム3世がハイランド地方の氏族に忠誠を誓うよう命じたところ、スコットランド国務大臣のステア伯ジョン・ダルリンプルがウィリアム3世の命令を取り付け期限に遅れたマクドナルド氏族を虐殺した（グレンコーの虐殺）。1695年に経済再建を図ってスコットランドがパナマ地峡を中心にして貿易を行おうとしたダリエン計画にも、イギリス東インド会社の反発もあって援助を与えず、1700年に計画が失敗したため、ウィリアム3世の評判は地に墜ち、スコットランド人のイングランドへの反感が強まり、ジャコバイトの反乱の温床となっていった。

### 大同盟戦争期
ウィリアム3世のイングランドはただちにアウクスブルク同盟に参加、ルイ14世は対抗のためフランスに亡命したジェームズ2世を援助、アイルランドへ出兵させた（ウィリアマイト戦争）。フランス軍を率いたジェームズ2世がアイルランドを制圧すると、ウィリアム3世は1689年に遠征軍を派遣したが、進行が遅れると1690年に自ら軍を率いてアイルランドに渡り、ボイン川の戦いでジェームズ2世を破った。しかし、大陸でフランス軍と戦っていたヴァルデックがフルーリュスの戦いでリュクサンブール率いるフランス軍に敗れると、翌1691年に本国オランダに帰ってネーデルラントでフランス軍と戦った。
アイルランドはギンケルによって平定され、フランス軍のイングランド遠征も1692年のバルフルール岬とラ・オーグの海戦で敗退したため、イングランド侵略の恐れは無くなり、ウィリアム3世は大陸へ渡れるようになった。1691年からウィリアム3世は、春に大陸へ渡りフランス軍と戦い、秋にイングランドへ渡海して議会を開会して政治を行うことが終戦までの活動になる。また、時間が空いている場合はヘルダーラント州アペルドールンのヘット・ロー宮殿で狩猟に興じていた。
1691年と1692年の戦役はブーフレールとリュクサンブールにネーデルラントの都市を落とされ、ナミュールもフランス軍に包囲の末陥落（第一次ナミュール包囲戦）したことでサンブル川流域を制圧され、リュクサンブールとの戦闘でも敗北を続け（ステーンケルケの戦い、ネールウィンデンの戦い）、サンブル川から東のマース川を防衛するだけで手一杯だった。また、ウィリアム3世の留守はメアリー2世と名誉革命の功労者たちを中心としたトーリー党とホイッグ党双方の有力者集団に任せていたが、戦争中にホイッグ党が議会で優勢となり政府批判を展開すると、顧問格のサンダーランド伯ロバート・スペンサーの勧めにより1694年にホイッグ党（ジャントー）の政治家を登用して、政府の構成員をホイッグ党に交代させた。この組織は最初の内閣とされている。
議会との抗争が収まった後は引き続き大同盟戦争に集中し、1695年にリュクサンブールが亡くなった隙を突いて、1692年にフランス軍が落としたナミュールを奪還（第二次ナミュール包囲戦）、守将のブーフレールを捕虜として戦線を西に押し戻した。1696年と1697年の戦役は互いに進展が無かったが、ナミュールの陥落とフランスの財政が限界に近付いていたこともあり、1697年に腹心のポートランドを通してブーフレールと交渉、レイスウェイク条約を締結させた。ウィリアム3世はイングランド王として承認され、ネーデルラントに守備兵を置くことも認められ、フランスの脅威に備えた。
英仏の抗争は北アメリカにも拡大し、英領アメリカの植民地とフランス領カナダで戦争が行われた（ウィリアム王戦争）。ウィリアム3世の生涯は、オランダに対するフランスの侵略と戦うことに費やされた。

### メアリー2世の崩御後
ロンドンはメアリー2世が留守を預かっていたが、1694年にメアリー2世は天然痘で没し、以後はウィリアム3世の単独統治となった。2人の間には子供がなかったので、イングランド王位の継承者はメアリーの妹アンと決まっていた。1697年にロシアのツァーリ・ピョートル1世がオランダを訪問、レイスウェイク条約の交渉中だったウィリアム3世はピョートル1世と会談、旅行案内を務めた。ピョートル1世は1698年にイングランドを訪問して施設を叡覧し、オーストリアへ向かった後に還御してロシアの改革に邁進することになる。
大同盟戦争が終わった後、反戦派のトーリー党が議会でホイッグ党の政府を非難、大幅な軍縮及び王室の財政と軍事費を切り離すべきとの声が上がった。ウィリアム3世は反発したが、1698年に軍縮と財政分離が議会で通り、閣僚が次々に辞任、トーリー党が議会で優位に立つと、1700年に妥協してトーリー党員も入れた政権を発足させ、1701年に王位継承法を承認するとオランダへ渡り、ハーグでオーストリア・ドイツ諸侯と対フランス同盟を結んだ。
ウィリアム3世はヨーロッパの均衡を図るため、スペイン王カルロス2世亡き後のスペイン領を誰が相続するかについてフランスと協議を行っていたが、1700年に崩御したカルロス2世の遺言でルイ14世の孫フェリペ5世がスペイン領を一括相続することになり、フランス軍がネーデルラントのオランダ軍を退去させてジェームズ2世の息子ジェームズ・フランシス・エドワード・ステュアートを支援する姿勢を取ると、同盟締結後に開いた議会で戦争の危機を訴え、協力を取り付けた。

### ウィリアム3世の崩御と後継者
1702年、ウィリアム3世はハンプトン・コート宮殿で乗馬中、モグラの穴に馬が脚を踏み入れたために落馬して重体となり、ケンジントン宮殿で51歳で崩御した。スコットランド人のジャコバイトの間で、穴を掘ったモグラを賞賛する歌が流行した。王位はアンが継承、打倒フランスの願いはイングランド軍総司令官に任命されたマールバラ伯（後にマールバラ公）ジョン・チャーチルに託され、スペイン継承戦争で同盟軍を率いてフランス軍と戦うことになる。
一方、オラニエ＝ナッサウ家はウィリアム3世の崩御によって男系が断絶するため、傍系（ウィレム1世の弟ヨハンの4世孫であり、叔母アルベルティーネ・アグネスの孫＝ウィリアム3世の従甥でもある）のヨハン・ウィレム・フリーゾが相続人に指名されていた。しかしウィリアム3世が崩御すると、かつて後見人だったブランデンブルク選帝侯フリードリヒ・ヴィルヘルムの息子でオラニエ＝ナッサウ家の血を引く従弟のプロイセン王フリードリヒ1世が相続権を主張し、フランスもヨハン・ウィレム・フリーゾの相続を報復的に妨害した。この問題はヨハン・ウィレム・フリーゾの息子ウィレム4世の代になってようやく決着する。

## 歴史的評価
王政復古で即位したチャールズ2世やジェームズ2世時代のイングランドは、太陽王ルイ14世が支配するフランスの衛星国のような存在だった。ところがウィリアム3世はオランダをフランスの侵略から守るために、大同盟戦争でイングランドを反フランス路線に引き込んだ。そもそも名誉革命自体が、この目的のためにイングランドの政治的混乱に乗じた、ウィリアム3世の軍事侵攻による政変劇に過ぎないとする見方がある。
18世紀になるとイギリス（グレートブリテン王国）は常にフランスに対抗し、スペイン継承戦争からオーストリア継承戦争を経て七年戦争でイギリスはカナダ、インドなどフランスの海外植民地をすべて奪い、19世紀のナポレオン戦争で世界的な覇権を樹立する。この一連の戦争は第2次百年戦争と総称されることもある。イギリス帝国の前半期はフランスとの抗争に打ち勝った時代だといってよい。このようなイギリスの反フランス路線をセットしたのがウィリアム3世だった。国内的に権利章典がイギリス議会政治の一里塚だった以上に、国際関係においてイギリス史の転換点を構築した。
一方でオランダにとって、ウィリアム3世のイングランド王即位によるイングランドとの連合は、長期的には不利益をもたらした。イングランドとの条約でオランダ海軍はイングランドを上回らないよう制限が設けられ、共同作戦の指揮権も握られた。以後オランダ海軍はイングランド海軍の下風に甘んじることになり、貿易や海運でもイングランドに掣肘されることになり、オランダは次第に凋落へと向かっていった。